# Дениз, Дилан Чичек
Дилан Чичек Дениз (род. 28 февраля 1995 года) — турецкая  модель и участница конкурсов красоты, которая была коронована Мисс Вселенная Турция 2014 и представляла Турцию на конкурсе Мисс Вселенная 2014.

## Биография
Родилась в 1995 году в Сивасе. Её родители — архитекторы. Её мать- Пит Темизюрек, а отец-Оран Дениз. Она получила четыре года театрального образования в средней школе. Первые свои стихи написала в 12 лет. В 13 лет стала моделью. В возрасте 14 лет она написала книгу стихов под названием «Я думал, что Солнце было моей матерью на турецком языке». Когда ей было 18, она присоединилась к театральному конкурсу в своей школе и выиграла актёрскую премию. Она начала с туризма в Университете Ege, но вскоре сменила специальность на литературу.
Дилан участвовала в конкурсе красоты 2014 Elidor Miss Turkey и выиграл 3 место. На конкурсе Мисс Вселенная 2015 года, который проходил в Майами, она представляла Турцию.
В 2015 году она выступала в роли Эбру в сериале Милые обманщицы. В 2015 году она также выступила в роли Элиф в телешоу Дочери Гюнеш с Ханде Эрчел и Толгой Сарыташ.  С августа 2016 года по июнь 2017 года она играла ведущую роль в сериале Бодрумская сказка. В 2016 году она была удостоена награды «Сияющая звезда» на церемонии вручения премии «Золотая бабочка». В 2017 году снималась в роли Сены в сериале Чукур с Арасом Булут Ийнемли. В 2018 году она появилась в рекламе губной помады для Avon Products. В 2020 году снялась в главной роли в фильме Билет в одно завтра с Метином Акдюльгером. На интернет-платформе BluTV вышел сериал Незавершенная любовь про историю Элиф и Озана с Дилан Чичек Дениз и Бураком Денизом. Исполнила одну из главных ролей в телесериале Яркое пламя (тур. Alev Alev).

## Личная жизнь
Дилан очень близко дружила с Джаном Яманом, с которым у неё разница в возрасте 5 лет, но в 2017 году их отношения были расторгнуты.  В январе 2018 года выяснилось, что она была в отношениях с актёром Фурканом Андычем. Они расстались в ноябре 2018 года. В 2019 году Биркан Сокуллу не стал скрывать и заявил, что они состоят в отношениях. Недавно появилась информация, что новый избранник актрисы – Метин Акдюльгер.

## Торжественная церемония

### Мисс Турция 2014
Дениз была коронована как Мисс Вселенная Турции. На том же конкурсе с тремя другими победительницами Мисс Турция 2014. Дениз и три королевы, которые были коронованы как Мисс Мира Турция как официальный победитель конкурса, Мисс Земля Турция как третье место и последнее место как Мисс Международная Турция. Конкурс «Мисс Турция» 2014 года прошёл в студии Star TV в Стамбуле 27 я.

### Мисс Вселенная 2014
Дениз участвовала в конкурсе Мисс Вселенная 2014, но не сумела добиться победы.